# Малолєтка Євген Костянтинович
Євге́н Костянти́нович Малолє́тка (нар. 1 березня 1987, Бердянськ, Запорізька область) — український фотокореспондент, який отримав широку популярність фоторепортажем про блокаду Маріуполя під час вторгнення Росії в Україну в березні 2022 року. Лауреат 2022 року міжнародної журналістської премії імені Джеймса Найта (Knight International Journalism Awards) від Міжнародного центру журналістів (ICFJ). Лауреат Національної премії України імені Тараса Шевченка (2024).

## Життєпис

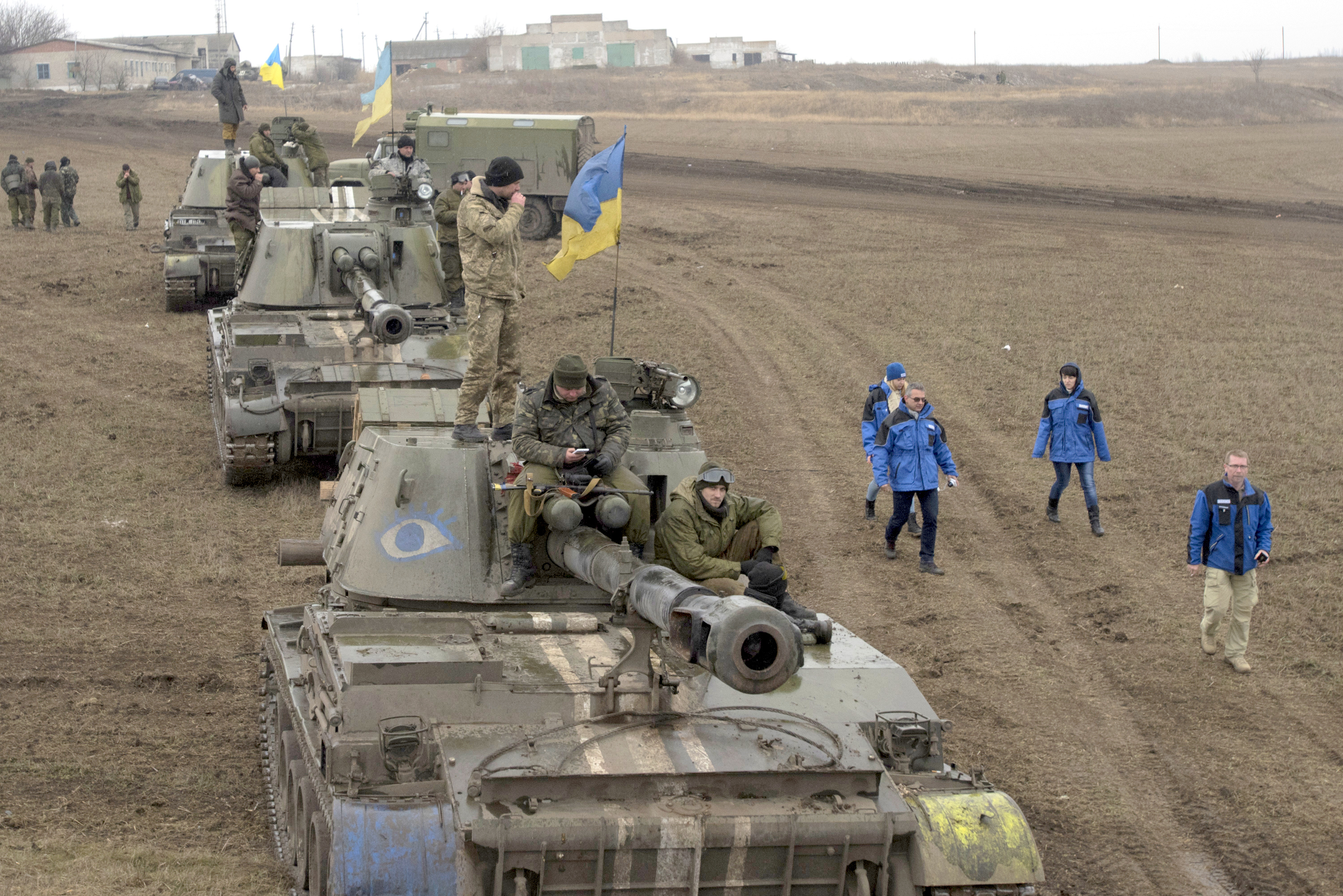
Фото, зроблено Євгеном

Малолєтка народився у місті Бердянську та у 2010 році закінчив Київський політехнічний інститут за спеціальністю інженера. У 2009 він почав публікуватися як фотожурналіст для агентств УНІАН і PHL. Пізніше він працював фрилансером і співпрацював з Associated Press, Al Jazeera та Der Spiegel.
У 2013–2014 році Малолєтка висвітлював протести в Києві, що призвели до усунення президента Януковича. 1 грудня 2013 року, коли він вів знімання на Банковій вулиці біля будівлі Адміністрації президента, співробітники Беркута зламали йому руку і розбили камеру.
У 2020–2021 роках Малолєтка висвітлював пандемію COVID-19 в Україні. Зокрема, його фотографія лікаря Івана Венжиновича широко використовувалася для соціальної реклами.
У ніч проти 24 лютого 2022 року, чекаючи вторгнення російських військ, відряджені Associated Press Малолєтка та відеожурналіст Мстислав Чернов прибули до Маріуполя. У наступні дні вони знімали руйнування, спричинені обстрілами міста, та роботу лікарів у місцевих шпиталях. 9 березня 2022 року Малолєтка зняв наслідки обстрілу російськими військами міської лікарні № 3 Маріуполя та пацієнток пологового відділення. Одна з них, Маріанна Вишемирська, народила наступного дня після бомбардування, друга (її ім'я невідомо) померла від ран. Фотографії розбомбленого родового відділення набули найширшої популярності, ставши одним із символів цієї війни. Журналісти покинули Маріуполь 15 березня 2022 року у складі колони, що виїхала після відкриття гуманітарного коридору.

## Нагороди і відзнаки
- лауреат Національної премії України імені Тараса Шевченка (2024) за серію журналістських матеріалів про облогу Маріуполя (репортажі, фото та відеорепортажі, розслідування та фільм «20 днів у Маріуполі»)[10]
- Пулітцерівська премія (2023) в номінації за служіння суспільству (англ. Pulitzer Prize for Public Service)[11]
- Переможець 2023 року у World Press Photo of the Year
- Переможець 2015 року у фотоконкурсі новин APME
- 2015, Почесна згадка словацької пресфото Міжнародна категорія
- 2015, перше та друге місце у жанровій, документальній та новинній номінації конкурсу української пресфото
- 2015, II та III місця у відкритій номінації «Україна» Білорусь Пресфотоконкурс
- Друге місце 2015 року в категорії загальні новини Китайського міжнародного конкурсу пресфото
- 2015, перше місце в категорії загальні новини Міжнародного конкурсу «Картинки року»
- 2014, III місце в категорії «Портрет» у фотоконкурсі «Кращий фотограф Росії»
- 2014, гран-прі українського фотоконкурсу «День фото»
- 2013, II місце в категорії новини конкурсу українське пресфото
- 2011, фіналіст Міжнародного фестивалю фотожурналістики Vilnius Photo Circle